# My Love Came Back
Pour plus de détails, voir Fiche technique et Distribution.
My Love Came Back est un film américain réalisé par Curtis Bernhardt, sorti en 1940.

## Synopsis
Une jeune violoniste, obligée de donner des cours de musique pendant son temps libre, décide de quitter son académie pour rejoindre un groupe de jazz swing...

## Fiche technique
- Titre original : My Love Came Back
- Réalisation : Curtis Bernhardt
- Scénario : Ivan Goff, Robert Buckner et Earl Baldwin d'après une histoire de Walter Reisch
- Production : Wolfgang Reinhardt producteur associé et Hal B. Wallis producteur exécutif
- Société de production : Warner Bros. Pictures
- Directeur musical : Leo F. Forbstein
- Arrangements musicaux : Ray Heindorf
- Musique : Heinz Roemheld
- Photographie : Charles Rosher et James Wong Howe (non crédité)
- Montage : Rudi Fehr
- Direction artistique : Max Parker
- Costumes : Orry-Kelly
- Pays d'origine :  États-Unis
- Langue : anglais
- Format : Noir et blanc - Son : Mono (RCA Sound System)
- Genre : Comédie dramatique
- Durée : 85 minutes
- Date de sortie :
  - États-Unis : 13 juillet 1940

## Distribution
- Olivia de Havilland : Amelia Cornell
- Jeffrey Lynn : Anthony 'Tony' Baldwin
- Eddie Albert : Dusty Rhodes - un étudiant à l'Académie Brissac qui devient un pianiste de jazz
- Jane Wyman : Joy O'Keefe
- Charles Winninger : Julius Malette
- Spring Byington : Mme Clara Malette
- Grant Mitchell : Dr. Kobbe
- William T. Orr : Paul Malette
- Ann Gillis : Valerie Malette
- S.Z. Sakall : Geza Peyer
- Charles Trowbridge : Dr. Downey, le critique musical
- Mabel Taliaferro : Dowager
- William B. Davidson : L'agent musical
- Nanette Vallon : Sophie, la bonne de Malette
- Sidney Bracey : Ransom, le maître d'hôtel de Malette